# Emily Galaviz
Emily Sarahí Galaviz Osuna (* 18. April 2007 in San Juan de los Morros, Guárico, Venezuela) ist eine venezolanische Sängerin der Llanera-Musik, die für ihre Interpretationen von Künstlern des Genres bekannt ist.

## Leben und Karriere
Galaviz ist seit ihrer Kindheit von venezolanisch-kreolischer Musik geprägt, die Teil ihrer Kultur ist. Ihre Bekanntheit wuchs 2022 durch ihre Teilnahme an der TVES-Sendung Talento de Corazón Juvenil und führte zu einem Vertrag mit Total Show Entertainment.
Galaviz nimmt Themen aus der Llanero-Musik, fügt aber melodische und rhythmische Veränderungen hinzu, um sie für ihre Fans ansprechender zu machen. Ihr erstes Erfolgsstück war Guayabo Zarandiao (Original von Mayra Tovar), gefolgt von weiteren erfolgreichen Veröffentlichungen wie Popurri 01 und Popurri 02.
Im September 2024 startete sie ihre erste nationale Tournee. Im Dezember tourte sie mit Araima Amezquita und Yennifer Mora unter dem Titel Las divas del folklore durch verschiedene Städte der Vereinigten Staaten.
Nach 4 Millionen Streams erhielt sie ihre erste Goldene Schallplatte auf Spotify in Kolumbien. Ihr meistgespieltes YouTube-Video ist Popurrí 01 mit über 10 Millionen Aufrufen und zählt zu den meistgesehenen Llanera-Musikvideos.

## Diskografie
Die Singles erschienen unter dem Label Total Show Entertainment.

### Singles
- 2024: Guayabo Zarandiao
- 2024: Mi Triste Realidad
- 2024: Ni que me pongas amarres
- 2024: Llano Querido
- 2024: Mi Forma de Amar[6]
- 2024: Por Los Caminos del llano[7]
- 2024: La Centella
- 2025: Aguacero

### EPs
- 2024: Popurrí 01
- 2024: Popurrí 02
- 2024: Popurrí 03 - Patio Sonoro

## Tourneen
- 2024: Emily Galaviz y sus amigos
- 2024: Las Divas de folklore[4]